# IKOM (Unternehmen)
IKOM (Akronym für kroatisch Industrija i kovnica Orešković Marko; d. h. Industrie und Münze Marko Orešković) war ein 1946 gegründetes Unternehmen der Metallverarbeitung im ehemaligen Jugoslawien. IKOM wurde 1989 zum Ende Jugoslawiens entsprechend seiner Produktionszweige in zwei Nachfolgeunternehmen überführt, die 1992 während des Kroatienkrieges privatisiert wurden. Der Unternehmenssitz war und ist die kroatische Hauptstadt Zagreb.

## Geschichte

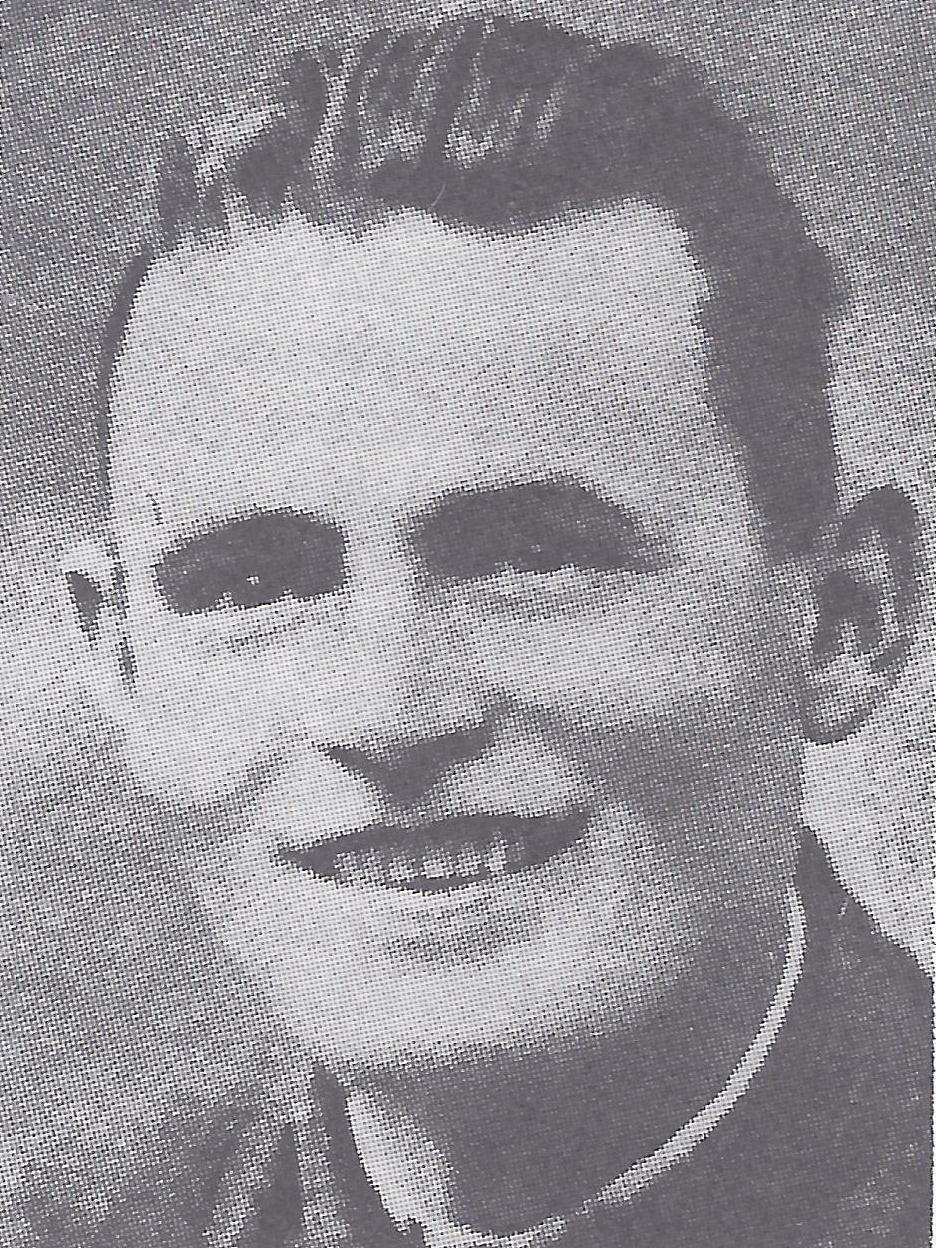
Marko Orešković, Namensgeber von IKOM.

IKOM wurde 1946 als Unternehmen zur Herstellung von gegossenen, geschmiedeten und gepressten Metallprodukten, durch einen Zusammenschluss mehrerer privater Handwerksbetriebe aus Zagreb und Varaždin gegründet. Namensgeber des staatlichen Unternehmens des kommunistischen Jugoslawien war der im Zweiten Weltkrieg von serbischen Tschetniks ermordete Tito-Partisan Marko Orešković (1895–1941), ein gelernter Metallarbeiter. Zum Zeitpunkt der Gründung beschäftigte das Unternehmen etwa 130 Mitarbeiter und 1948 etwa 310 Mitarbeiter. Die Produktion fand an mehreren Standorten in Zagreb statt.
Anfangs produzierte die Fabrik nur Metallabzeichen, Medaillen, Plaketten, Becher, Orden und Ehrenzeichen, Uniformeffekten, Silber- und Goldschmuck sowie Platinprodukte für medizinische und wissenschaftliche Zwecke.
In der ersten Hälfte der 1950er-Jahre wurde die Produktpalette erweitert, als der Verbrauch von Erdgas und der Einsatz von Gaszählern in der Wirtschaft und den Privathaushalten zuzunehmen begann. In Zusammenarbeit mit der deutschen Firma Rombach aus Karlsruhe nahm IKOM als erstes jugoslawisches Unternehmen die Produktion von Gaszählern auf. Kurz darauf begann IKOM mit der Herstellung von Gasstromheizungen, Gasherden sowie Wasserzählern, die in das Zagreber Wasserversorgungssystem übernommen wurden.
Von 1960 bis 1966 stieg die Produktion um 85 %, und 1966 beschäftigte IKOM etwa 650 Mitarbeiter. In der zweiten Hälfte der 1960er-Jahre wurden fast 90 % der Gasherde exportiert.
Mit der Verabschiedung des Gesetzes über gemeinschaftliche Arbeit (Zakona o udruženom radu) wurde IKOM Mitte der 1970er-Jahre in zwei Arbeitsorganisationen aufgeteilt, sogenannte OOUR (Organizacija udruženog rada). Die Organisation Modeschmuck und besondere Waren (OOUR Bižuterija i galanterija) produzierte Gold- und Silberschmuck, technische Gegenstände aus Edelmetall, Orden und Ehrenzeichen, Medaillen, Abzeichen für Militär- und andere Uniformen, Sporttrophäen, Plaketten, Abzeichen, Tassen, Metalletiketten für Industrieprodukte, Souvenirs, Metallzubehör und Modeschmuck. Die Organisation Präzisionsmechanik und Gasgeräte (OOUR Precizna mehanika i plinski aparati) produzierte universelle Gasöfen für alle Brenngase, Haushalts- und Industriewasserzähler sowie Membran-Haushaltsgaszähler.
Ende der 1970er-Jahre beschäftigte IKOM etwa 1000 Mitarbeiter.
Anfang der 1980er-Jahre ging die Nachfrage bei der Organisation Modeschmuck und besondere Waren zurück und seit 1983 konzentrierte sich IKOM in Zusammenarbeit mit der Präzisionsmechanikindustrie in Belgrad verstärkt auf die Herstellung von Gaszählern, Wasserzählern, Kalorimetern, Gaswarmwasserbereitern, Druckreglern und Gasfassadenöfen.
Die Einrichtungen und Lager von IKOM waren auf rund zehn Standorte in ganz Zagreb verteilt. Im Jahr 1978 kaufte das Unternehmen Grundstücke im Zagreber Vorort Jankomir, um alle Werke und Lager an einem gemeinsamen Standort zusammenzuführen.  Die ursprünglichen Pläne sahen eine Fertigstellung bis 1985 vor, der Bau fand jedoch nicht statt. Mitte der 1980er Jahre beschäftigte IKOM rund 800 Mitarbeiter.
Im Jahr 1989 wurden die beiden IKOM-Arbeitsorganisationen in eigenständige Unternehmen überführt. Beide Unternehmen wurden 1992 privatisiert und arbeiten heute als Gesellschaften mit beschränkter Haftung. In den 1990er-Jahren hatten sie durchschnittlich jeweils 30 bis 60 Beschäftigte.

## Nachfolgeunternehmen

### IKOM Kovnica
IKOM Kovnica (vollständig: IKOM – Industrija i kovnica obojenih metala) in der Ilica 191 (später in Sesvete, Varaždinska 76A), widmet sich der ursprünglichen Produktpalette des Vorgängerunternehmens und stellt Gold- und Silberschmuck, Modeschmuck, Gegenstände aus Edelmetall, Orden und Ehrenzeichen, Medaillen, Abzeichen für Militär- und andere Uniformen, Sporttrophäen, Plaketten, Abzeichen, Tassen, Metalletiketten, Souvenirs und Metallzubehör her. Die Produktion erfolgt auf Bestellung mit einer Kapazität von etwa 50 Tonnen im Jahr. 2017 beschäftigte das Unternehmen 25 Mitarbeiter.
Das Unternehmen produziert die Metallabzeichen der kroatischen Streitkräfte und die Mehrheit der Orden und Ehrenzeichen der Republik Kroatien aus Metallen wie Kupfer, Eisen, Messing, Silber und Gold; viele mit Emaille angereichert.

#### Produkte (Auswahl)

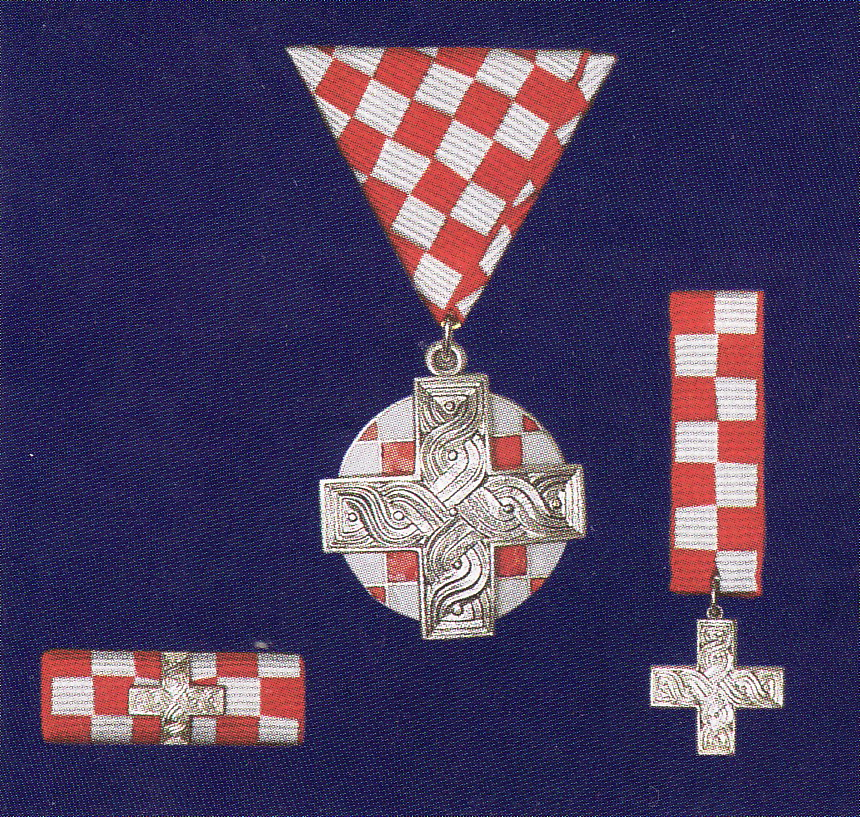
Orden des Kroatischen Kreuzes
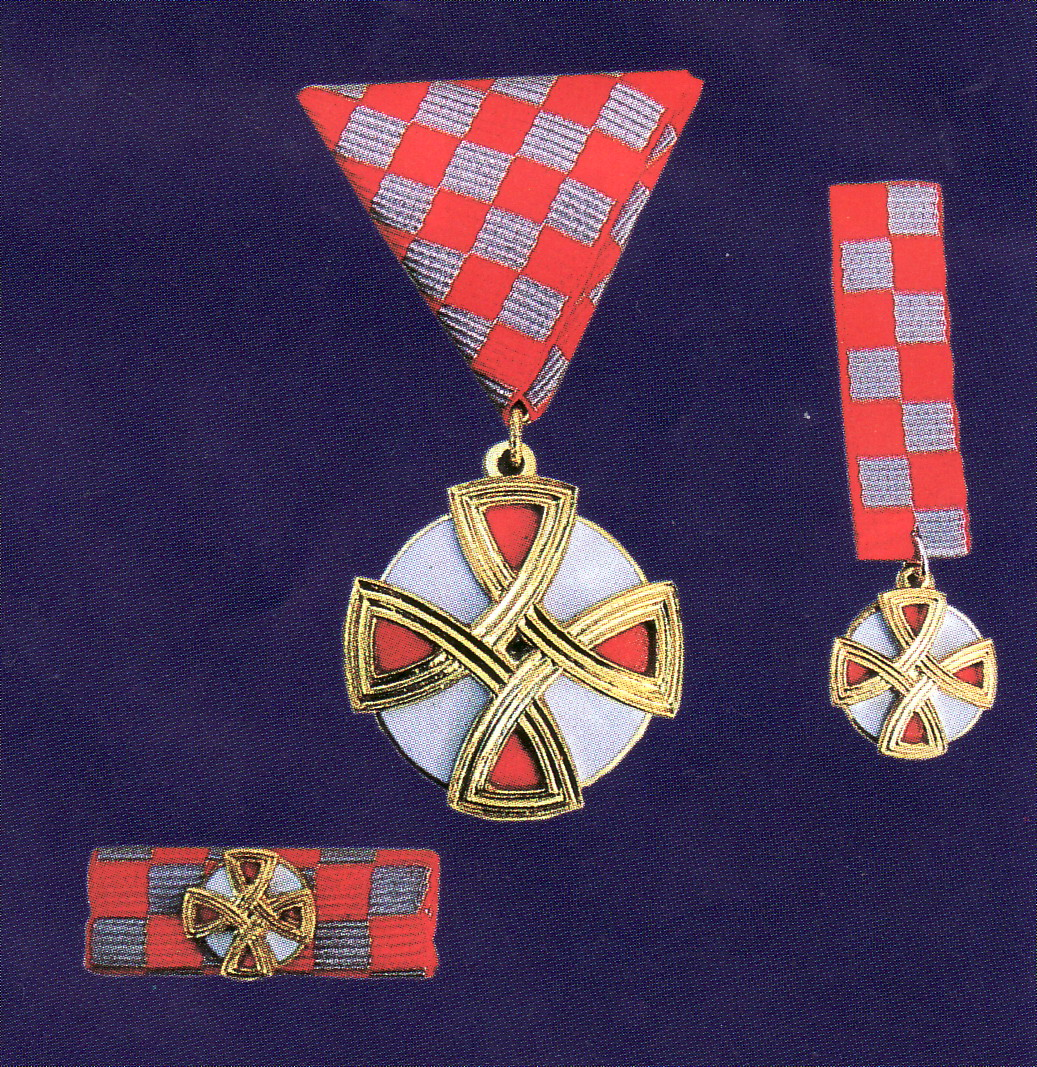
Orden des Kroatischen Flechtwerks
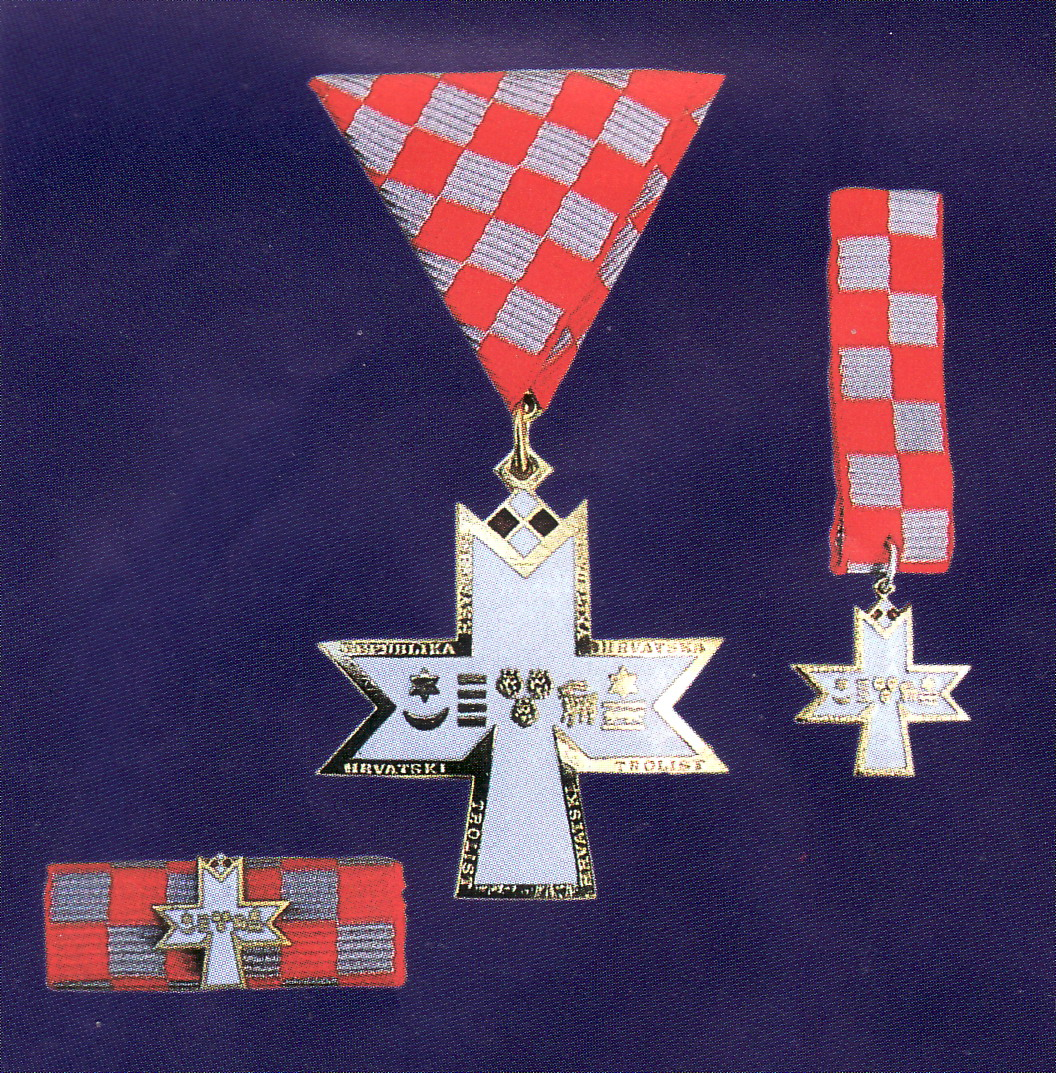
Orden des Kroatischen Dreiblatts
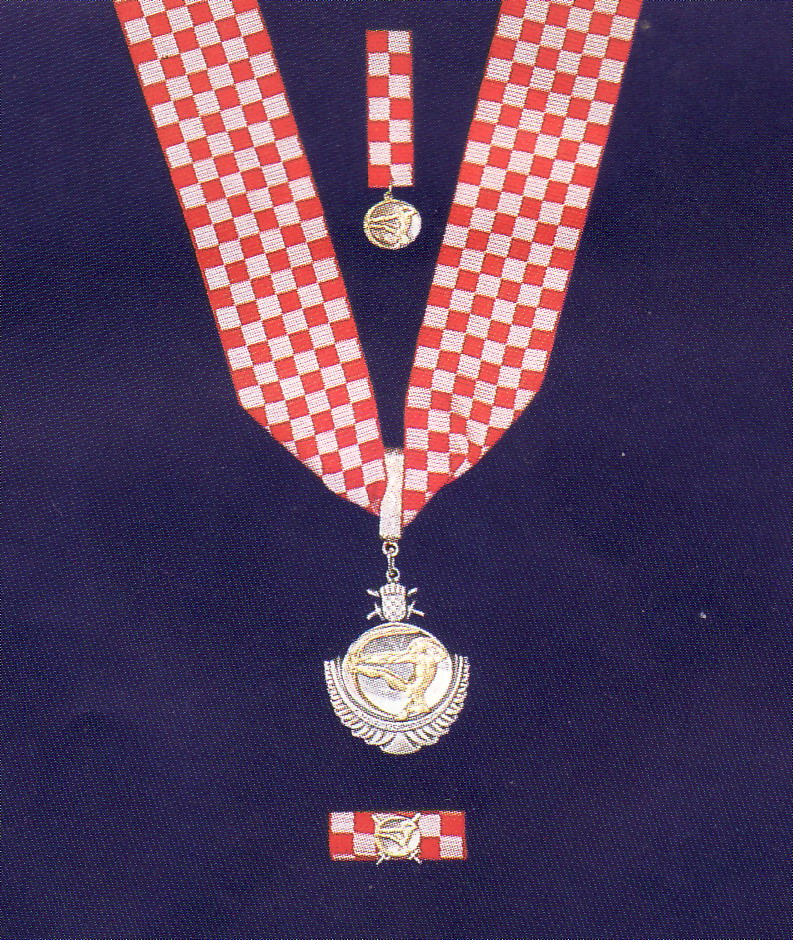
Fürst-Domagoj-Orden mit Halsband
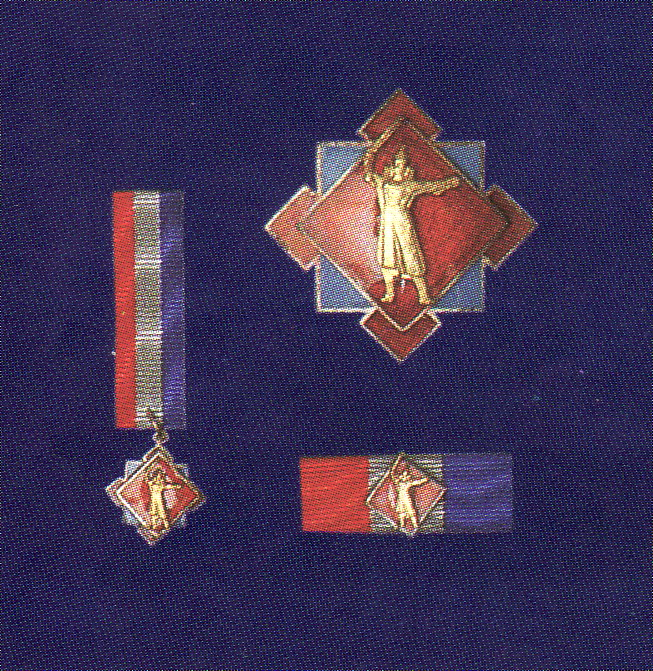
Nikola-Šubić-Zrinski-Orden
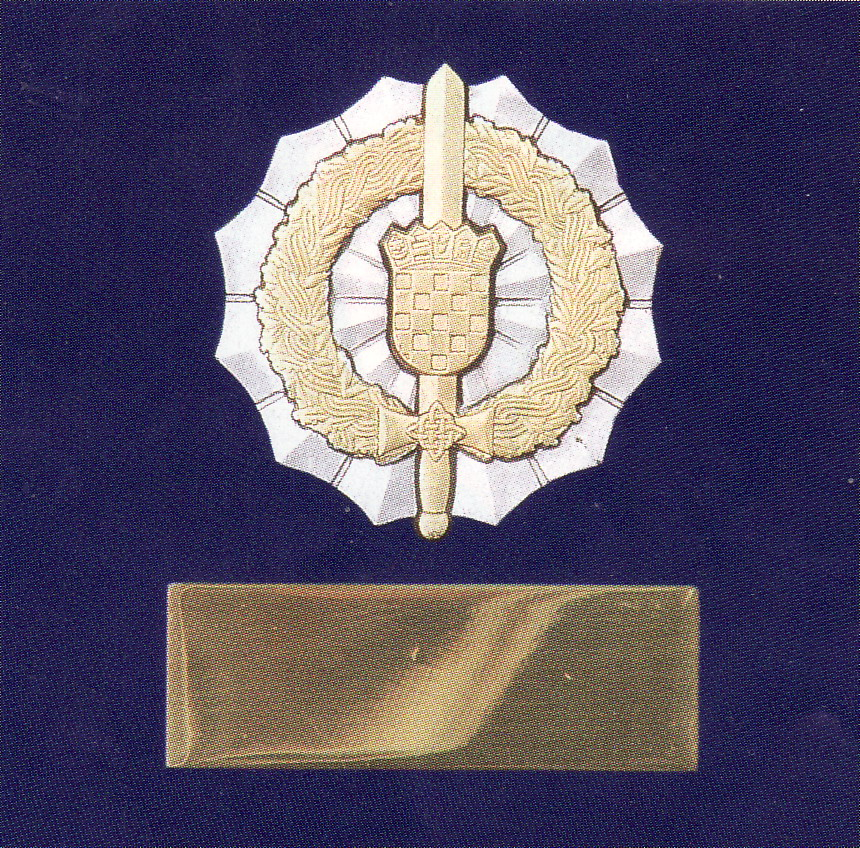
Zrinski-Frankopan-Orden

### IKOM Mjerila
IKOM Mjerila (vollständig: IKOM – Industrija komunalne opreme i mjerila) in der Kovinska 7 beschäftigt sich mit der Produktion und Wartung von Gasöfen sowie Wasser- und Gasgeräten und betreibt Transport- und Außenhandel. 

## Quelle
- IKOM. In: Hrvatska tehnička enciklopedija [Kroatische Technische Enzyklopädie]. Leksikografski zavod „Miroslav Krleža“, 27. November 2018, abgerufen am 31. März 2020 (kroatisch).